# Mesostenus rufoniger
Mesostenus rufoniger là một loài tò vò trong họ Ichneumonidae.